# أليخاندرو غونزاليس روجاس
أليخاندرو غونزاليس روجاس (بالإسبانية: Alejandro González Rojas)‏ (3 مارس 1955 في كوستاريكا - ) هو مدرب كرة قدم ولاعب كرة قدم كوستاريكي في مركز حراسة المرمى، شارك في الألعاب الأولمبية الصيفية 1984. وشارك مع منتخب كوستاريكا لكرة القدم. أما مع النوادي، فقد لعب مع نادي ألاجولينسي ونادي رامونينسي.

## وصلات خارجية
- أليخاندرو غونزاليس روجاس على موقع الاتحاد الدولي (مؤرشف)  (الإنجليزية)
- أليخاندرو غونزاليس روجاس على موقع أوليمبيديا (الإنجليزية)